# Забравените гори
„Забравените гори“ е български документален филм от 2015 г.
Филмът се фокусира върху значимостта на старите гори за хората и биоразнообразието, като се представят примери от пет резервата в Югозападна България, на територията на Регионална инспекция по околна среда и води – Благоевград. Това са резерват „Соколата“ в Малешевска планина, резерват „Конгура“ в Беласица, резерват „Али ботуш“ в Славянка, резерват „Ореляк“ в Пирин и поддържан резерват „Тъмната гора“ в рида Дъбраш, Западни Родопи.
Реализиран е по приоритетна ос 3 на Оперативна програма „Околна среда 2007 – 2013 г.“ в рамките на проект №DIR-5113325-5-94 „Дейности по устойчиво управление на резерват „Соколата“, резерват „Конгура“, резерват „Али ботуш“, резерват „Ореляк“ и поддържан резерват „Тъмната гора“ с бенефициент Регионална инспекция по околна среда и води – Благоевград. Научни консултанти са доц. д-р Борис Николов от Институт по биоразнообразие и екосистемни изследвания при БАН и доц. д-р Цветан Златанов от Институт за гората при БАН.